# موريس دوراند
موريس دوراند (بالفرنسية: Maurice Durand)‏ هو مهندس معماري فرنسي، ولد في 6 ديسمبر 1884 في Les Sables-d'Olonne ‏ في فرنسا، وتوفي بنفس المكان في 1978.